# Carmen Herrera (pintora)
Carmen Herrera (La Habana, Cuba, 31 de mayo de 1915 - Manhattan, Nueva York, 12 de febrero de 2022) fue una artista visual, pintora y escultora cubana, afincada en Nueva York desde mediados de los años cincuenta del siglo XX. Sus obras fueron reconocidas internacionalmente ya en el siglo XXI. Vendió su primera obra cuando tenía ya 89 años. Herrera está considerada por la crítica una pionera de la Abstracción geométrica y del Modernismo Latinoamericano.

## Biografía
Herrera nació el 31 de mayo de 1915 en La Habana, Cuba. Era una de los siete hijos de  Antonio Herrera y López de la Torre (1874–1917) y Carmela Nieto (1875–1963), quienes formaban parte del círculo intelectual de La Habana. Antonio había servido como capitán en el ejército cubano durante la guerra de independencia de España (1895-1898). Después de la guerra, se convirtió en editor ejecutivo del primer periódico posterior a la independencia de Cuba, El Mundo, fundado en 1901. Carmela fue una periodista pionera y autora respetada, filántropa y feminista. Herrera comenzó a tomar clases particulares de arte con el profesor Federico Edelmann y Pinto cuando tenía ocho años. Atribuyó estas lecciones a su facilidad para la disciplina y por proporcionarle los fundamentos del dibujo académico. Amplió su formación en 1929, a los 14 años, en la Escuela Marymount de París. En 1938, continuó su educación en la Universidad de La Habana para estudiar arquitectura, donde permaneció solo un año académico porque en el tiempo en que quería seguir su carrera de arquitectura había, según ella relata ... "siempre revoluciones pasando, y peleas en la calle. La universidad estuvo cerrada la mayor parte del tiempo, por lo que afectó mis estudios". Este año tuvo un fuerte impacto en Herrera: "Allí, se abrió un mundo extraordinario para mi que nunca cerré: el mundo de las líneas rectas, que me ha interesado hasta el día de hoy.”

### De 1939 a principios de los años 60
En 1939, Herrera se casó con el profesor de inglés Jesse Loewenthal (1902–2000), a quien conoció en 1937 cuando él visitaba Cuba desde Nueva York. Se mudó a Nueva York para estar con él y vivieron en su apartamento en East Nineteenth Street. De 1943 a 1947 estudió con una beca en la Art Students League de la ciudad de Nueva York. Allí estudió pintura con Jon Corbino (1905-1964). Dejó la Art Students League en 1943 cuando sintió que había aprendido todo lo que podía de Corbino. Luego comenzó a tomar clases de grabado en el Museo de Brooklyn, pero dejó las clases un año después. En Nueva York, Herrera luchó por ser incluida en las exposiciones de los museos y sintió que La Habana le habría brindado más oportunidades de las que se le ofrecieron en los Estados Unidos.
En 1948, Herrera y Loewenthal se trasladaron a París, donde permanecieron durante casi cinco años. En ese momento, la ciudad era un lugar de encuentro de varios estilos y movimientos artísticos, incluidas las influencias de la Bauhaus y el suprematismo ruso. Herrera se encontró con varios artistas internacionales como Theo van Doesburg en París en el Salon des réalités nouvelles donde se unió a un grupo de artistas abstractos que expusieron su trabajo junto con el de Josef Albers, Jean Arp y Sonia Delaunay entre otros. Durante estos años en París también se asoció con los intelectuales y filósofos franceses Simone de Beauvoir y Jean-Paul Sartre.
Herrera comenzó a refinar su estilo duro y no objetivo durante este período de tiempo, aunque, como comenta la curadora de Whitney, Dana Miller, su trabajo todavía contenía "mucha vitalidad y vida", así como una "cualidad casi espiritual". Su estilo en ese momento se ha comparado retrospectivamente con el trabajo de Ellsworth Kelly, quien también trabajaba en París durante estos años, pero que recibió mucha más publicidad.
En 1950, Herrera hizo un viaje de regreso a Cuba donde pintó una serie de cuadros abstractos de gran gestualidad. Las obras producidas en este viaje reflejaron los desarrollos contemporáneos en la abstracción y tienen un estilo y una paleta de colores que no se vuelven a ver en las obras de Herrera. Expuso estas obras en una muestra individual en diciembre de 1950 en La Habana en el Liceo, pero el público no fue receptivo.
Después de su regreso a París, las dificultades financieras y la incapacidad de su esposo para conseguir un trabajo obligaron a la pareja a regresar a Nueva York en 1953. En el momento de su regreso a Nueva York, Herrera y otros continuaron desarrollando un estilo racional. En ese momento comenzó a experimentar con "la estructura física de la pintura... las pinturas se convierten en un objeto". En este período, también se acercó a otros abstraccionistas de la posguerra, incluidos Leon Polk Smith, Mark Rothko y Barnett Newman.
“Estaba buscando un vocabulario pictórico y lo encontré allí”, ha dicho la artista sobre su etapa parisina, “pero cuando me mudé a Nueva York, el tipo de arte que yo hacía —Abstracción geométrica- no era aceptable. El Expresionismo abstracto estaba en su apogeo. Ninguna galería estaba interesada en exponer mis obras”.
Herrera continuó enfrentándose al rechazo del mundo del arte durante su estadía en Nueva York, en gran parte debido a su sexo. La propia Herrera comentó que “el hecho de que fueras mujer iba en tu contra”. Cuando intentaba ingresar su arte para una exposición en la galería Rose Fried, la curadora, Rose Fried, le dijo que no podía incluir el trabajo porque Herrera era mujer.
“El arte de Carmen Herrera no era fácilmente digerible en aquel momento” manifestó Julián Zugazagoitia, exdirector del Museo del Barrio de Nueva York, quien la definió como “una guerrera silenciosa de su arte”. “Carmen no pintaba paisajes cubanos ni flores del Trópico, la clase de arte que podría esperarse de una emigrante cubana que había vivido en París –explicaba Zugazagoitia-. Florecer a los 94 años habla de las dificultades que tiene que superar una mujer artista, inmigrante y adelantada a su tiempo. La suya es una historia de fortaleza personal.”
Su abstracción geométrica no tenía cabida en el expresionismo abstracto que imperaba en EE. UU. en los años 50.
Durante décadas, Herrera celebró esporádicas exposiciones individuales, incluyendo muestras en un par de museos (The Alternative Museum en 1984 y El Museo del Barrio en 1998).
Herrera continuó creando sin reconocimiento hasta su descubrimiento tardío, a principios de la década de 2000.
Ignorada durante décadas, su trabajo fue reconocido internacionalmente cuando era ya mayor. Tras seis décadas dedicándose a la pintura, vendió su primera obra en 2004, cuando contaba 89 años de edad. En julio de 2009, la galería IKON de Birmingham, Inglaterra, ofreció una exposición retrospectiva de su obra; exposición que se trasladó al Museo Pfalzgallerie de Kaiserslautern, del 23 de enero al 2 de mayo de 2010.
El Museo de Arte Moderno (MoMA) de Nueva York, la Tate Modern de Londres y el Museo Hirshhorn de Washington han adquirido obras suyas.
En 2019 se expusieron cinco coloridas grandes piezas de aluminio de líneas rectas que formaban parte de la exhibición, titulada "Estructuras Monumentales" en pleno centro de Manhattan.
No dejó de pintar hasta cumplir los 105 años. Murió a pocos meses de cumplir los 107, visitada por su amigo, el pintor portorriqueño Tony Bechara.

## Estilo y progresión
La clave para entender el estilo de Herrera es recordar que, antes de salir de Cuba, se formó como arquitecta. Según Herrera, su enfoque óptico y minimalista de la forma ilustró su "búsqueda... de las resoluciones pictóricas más simples".
”Esta base se puede ver en su impulso por usar medidas y herramientas para crear un arte ordenado en un mundo caótico. En un artículo para el crítico del New York Times, Ted Loos capturó sucintamente la esencia del trabajo de Carmen Herrera, que se caracteriza por su "característica sencillez audaz: bloques de color nítidamente delineados, a menudo energizados por una fuerte línea diagonal". En sus propias palabras, Herrera pensó en "la línea, el papel, en muchas cosas pequeñas que se hacen más y más grandes... y luego aparece una imagen". También creía en el dicho de que "menos es más" y pintaba con el cerebro en lugar del corazón. Esto la llevó a considerar no solo si le gustaba un color, sino también qué le hacía a los otros colores involucrados y si podía reducir un aspecto de su trabajo para mejorarlo.

## Obra
Está considerada por la crítica una pionera de la Abstracción geométrica y del Modernismo Latinoamericano.
Sus obras tienen una precisión casi espiritual y recuerda la pintura de Barnett Newman. Su estilo es hard edge y sus pinturas forman parte del movimiento minimalista geométrico.